# Amettes
Amettes település Franciaországban, Pas-de-Calais megyében. Lakosainak száma 466 fő (2022. január 1.). Amettes Ames, Nédon, Auchy-au-Bois, Aumerval, Bailleul-lès-Pernes és Ferfay községekkel határos.

## Népesség
A település népességének változása:
| Lakosok száma | 506  | 498  | 488  | 475  | 473  | 467  | 461  | 464  | 466  |
|               | 2013 | 2015 | 2016 | 2017 | 2018 | 2019 | 2020 | 2021 | 2022 |